# Sézanne
Sézanne is een gemeente in het Franse departement Marne (regio Grand Est). De plaats maakt deel uit van het arrondissement Épernay. Sézanne telde op 1 januari 2022 4.679 inwoners.

## Geografie
De oppervlakte van Sézanne bedroeg op 1 januari 2022 22,82 vierkante kilometer; de bevolkingsdichtheid was toen 205 inwoners per km².

## Demografie
Onderstaande figuur toont het verloop van het inwonertal (bron: INSEE-tellingen).